# Jean Antoine de Baïf
Jean Antoine de Baïf (Venècia, 19 de febrer de 1532 - París, 19 de setembre de 1589) fou un poeta francès. Amic de Pierre de Ronsard i membre de La Pléiade, fou l'artífex de la introducció en la versificació francesa d'una mètrica anàloga a la de la poesia grec-llatina antiga; en lloc d'establir el ritme tenint en compte el nombre de síl·labes, es basava en la disposició de les vocals breus i llargues.

## Obra
- Les Amours (1552 et 1558)
- Les Météores (1567)
- Passe-Temps (1573)
- Étrennes de poésie française (1574)
- Œuvres de poésies de Baïf (1572)
- Les Mimes, enseignements et proverbes (1581)